# Seutera palmeri
Seutera palmeri är en oleanderväxtart som först beskrevs av Sereno Watson, och fick sitt nu gällande namn av Fishbein och W.D.Stevens. Seutera palmeri ingår i släktet Seutera och familjen oleanderväxter. Utöver nominatformen finns också underarten S. p. peninsularis.